# Suajili
Los suajili son una etnia y cultura situadas en la costa oriental de África, principalmente en las regiones costeras e islas de Kenia, Tanzania y norte de Mozambique. Según JoshuaProject, el número de suajilis es de 1.328.000. El número de personas que habla el idioma suajili, sin embargo, ronda los 90 millones.
La religión de esta etnia es la musulmana y los idiomas más hablados son, además del idioma homónimo, el portugués, el inglés y el francés. Etnias relacionadas son la kikuyu, makonde y shirazi.

## Etimología

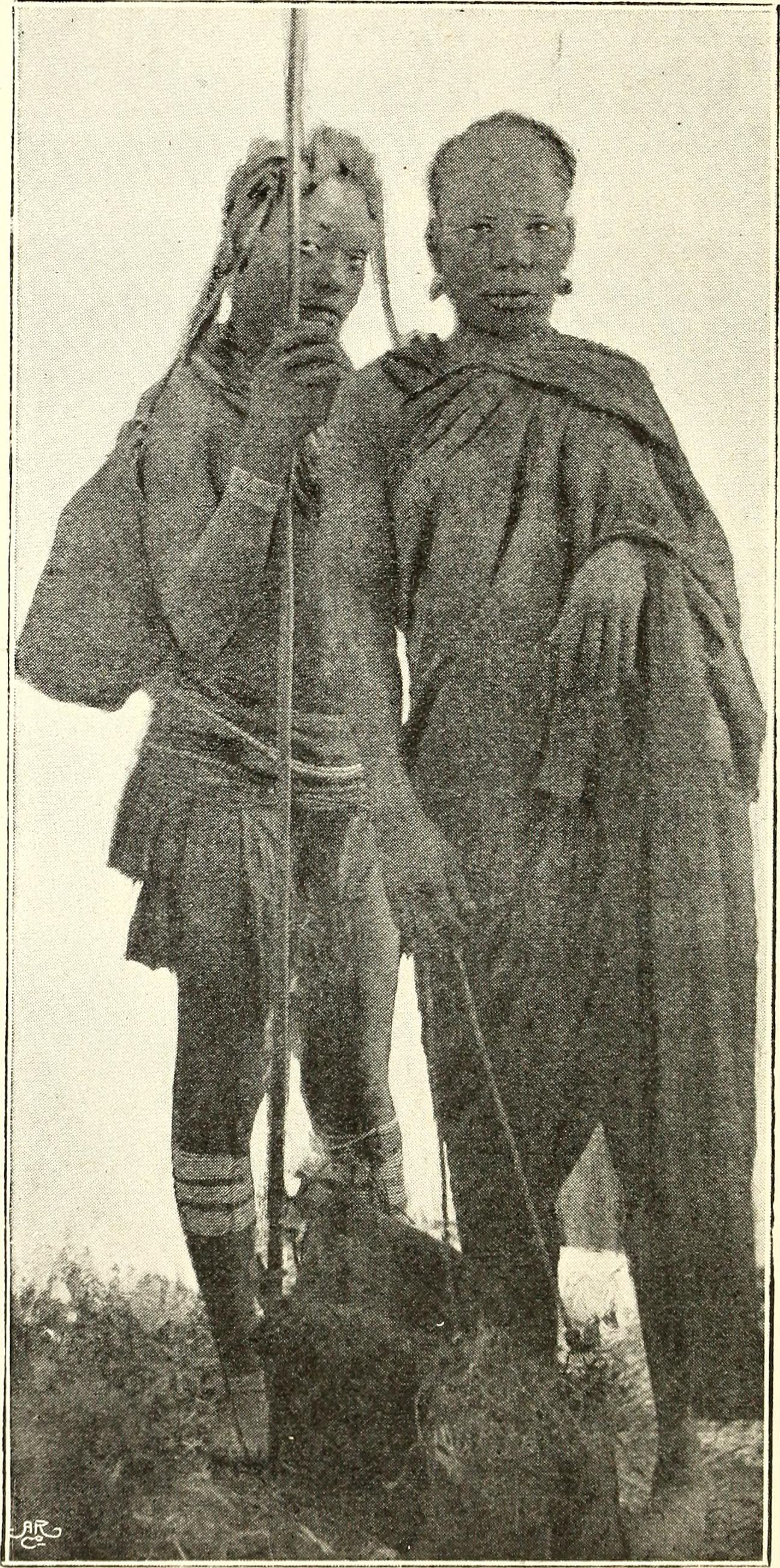
Suajili, ca. 1890.

La palabra española suajili procede del término inglés swahili, y este del árabe sawāḥil, plural de sāḥil, "costa", que designaba a los habitantes de las costas con quienes comerciaban los marinos árabes.